# Старков, Павел Михайлович
Павел Михайлович Старков (1906—1996) — советский учёный, доктор медицинских наук, профессор.
Автор многих научных трудов, включая монографии.

## Биография
Родился 31 августа 1906 года. В 1929 году окончил Пермский медицинский институт (ныне Пермский государственный медицинский университет) и был направлен на работу в Свердловск в лабораторию гигиены труда при отделе труда Уральского облисполкома. Позже стал заведующим физиологическими лабораториями Института труда и Акушерско-гинекологического института, где сотрудничал с академиком В. В. Париным (они познакомились ещё будучи студентами медицинского института). Во время советско-финляндской войны занимался консультированием раненых, лечившихся в городских госпиталях, подвергшихся резкому переохлаждению и отморожению.
В 1940 году защитил докторскую диссертацию, основное содержание которой было опубликовано им позже в монографии «Газовый наркоз» (1950). После защиты диссертации ему была предложена работа в Москве, но он уехал в город Омск, где занял пост заведующего кафедрой нормальной физиологии Омского медицинского института. В 1947 году участвовал во Всесоюзном съезде физиологов, а в 1949 году по состоянию здоровья был вынужден переехать на юг и переехал в Краснодар.
В Краснодаре стал заведующим кафедры нормальной физиологии Кубанского медицинского института (ныне Кубанский государственный медицинский университет). В 1954 году на кафедре была выделена первая послевоенная аспирантура вуза. В 1955 году Старков был участником Всесоюзного съезда хирургов. За годы своей педагогической деятельности подготовил 5 докторов наук и 37 кандидатов наук[уточнить]. Удостоен звания «Заслуженный деятель науки РСФСР» (1968).
Умер 8 мая 1996 года. В Государственном архиве Пермского края имеются документы, относящиеся к П. М. Старкову.